# Eisenbach (Hochschwarzwald)
Eisenbach (Hochschwarzwald) ist ein Luftkurort im Osten des Landkreises Breisgau-Hochschwarzwald in Baden-Württemberg.

## Geografie

### Lage
Die Gemarkung der Gemeinde liegt auf einer Höhe zwischen 800 und 1130 m ü. NN. im Bregtal, einem der Quellgebiete der Donau.

### Gemeindegliederung
Die Gemeinde Eisenbach (Hochschwarzwald) besteht aus den ehemals selbstständigen Gemeinden Bubenbach, Eisenbach, Oberbränd und Schollach.
- Zur ehemaligen Gemeinde Bubenbach gehören das Dorf Bubenbach und die Wohnplätze Kreuzdobel (Josengäßle), Rappenloch, Schwarzkreuzwirtshaus und Steingremmen.
- Die ehemaligen Gemeinden Eisenbach und Oberbränd bestehen nur aus den Dörfern gleichen Namens.
- Zur ehemaligen Gemeinde Schollach gehören der Weiler Mittelschollach, die Zinken Felsental-Blessinghof, Hinterschollach, Süßenbach und Unterschollach.[2] Die ehemalige Gemeinde Schollach ist eine Ortschaft im Sinne der baden-württembergischen Gemeindeordnung mit eigenem Ortschaftsrat und Ortsvorsteher als dessen Vorsitzendem.

Wappen der Gemeindeteile

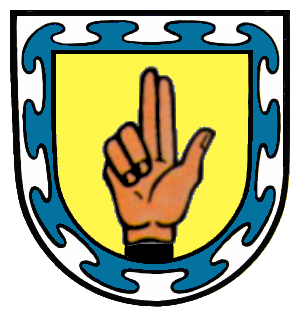
Eisenbach, altes Wappen
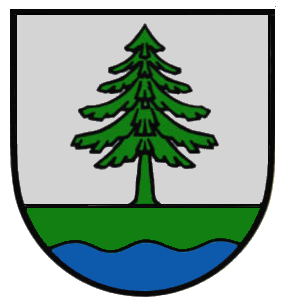
Bubenbach
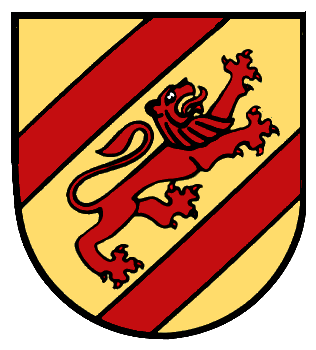
Oberbränd
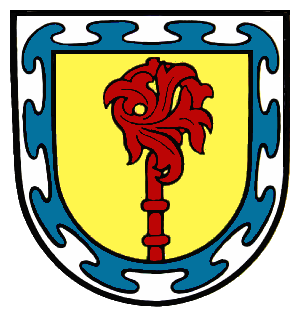
Schollach

## Geschichte
Eisenbach verdankt seinen Namen dem Brauneisenstein und Pyrolusit, der von 1478 mit Unterbrechungen bis 1942 hier abgebaut wurde. Pyrolusit war einst wichtig zur Herstellung von farblosem Schwarzwaldglas, das vorher als grünliches Waldglas bekannt war. Im 18. Jahrhundert kam das Handwerk der Uhrmacherei auf, das sich im 19. Jahrhundert zu einer wichtigen Industrie der Ortschaften entwickelte. Heute hat sich daraus eine Industrie für Feinmechanik, Präzisionsdrehteile, Getriebe und Armaturen entwickelt.

### Eingemeindungen
Bei der Gebietsreform in Baden-Württemberg schlossen sich am 1. November 1972 die ehemaligen Gemeinden Eisenbach, Bubenbach und Oberbränd zur neuen Gemeinde Eisenbach zusammen. Schollach wurde am 1. Januar 1975 eingemeindet und die Gemeinde in Eisenbach (Hochschwarzwald) umbenannt.

## Politik
Die zwölf Gemeinderäte wurden bei der Kommunalwahl vom 9. Juni 2024 bei einer Wahlbeteiligung von 69,8 % (2019: 63,8 %) durch Mehrheitswahl neu gewählt. Unter ihnen sind zwei Frauen. Zusätzlich gehört dem Gemeinderat als stimmberechtigter Vorsitzender der Bürgermeister an. Bürgermeister ist seit 2020 Karlheinz Rontke.

## Wirtschaft und Infrastruktur

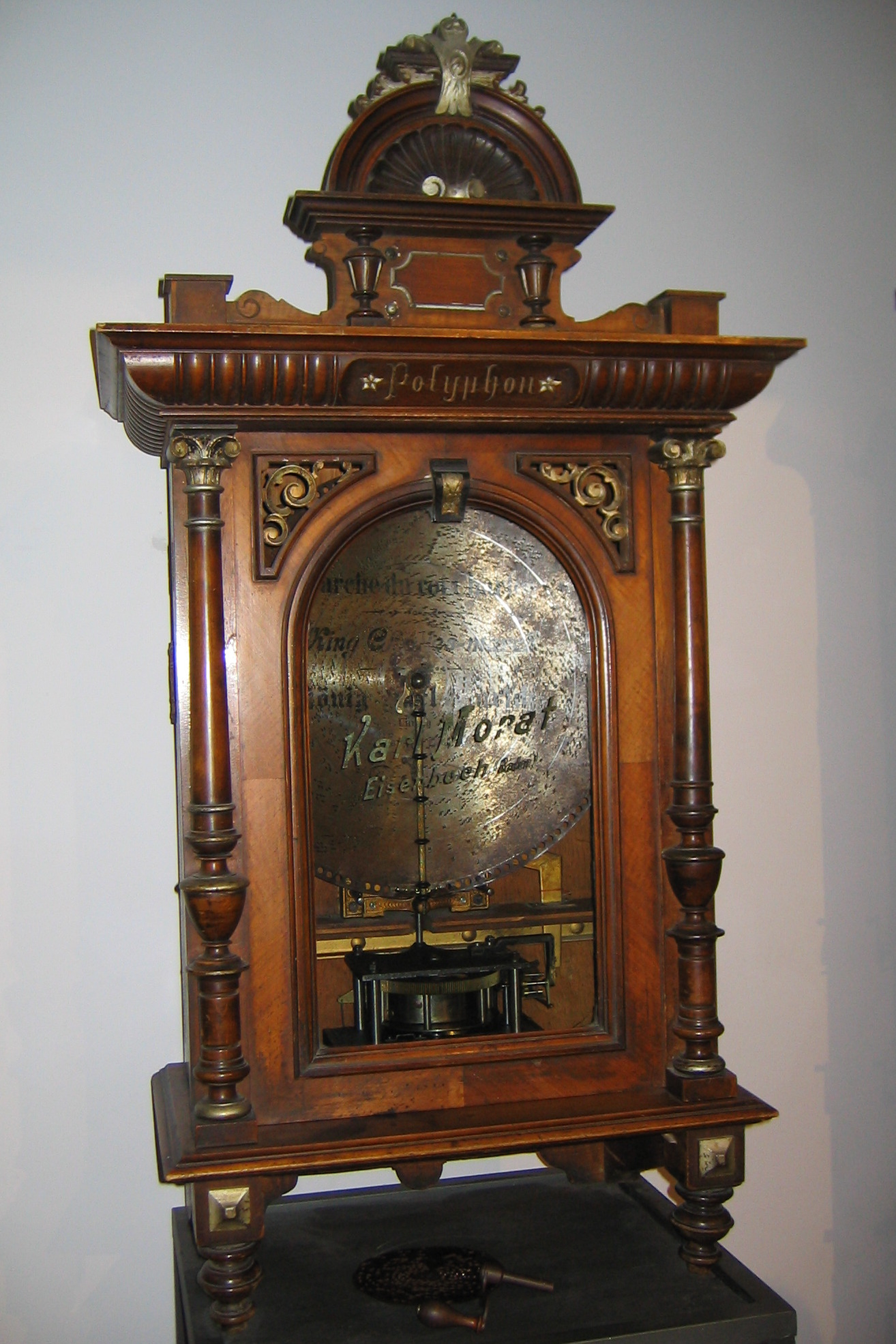
Musikautomat von Karl Morat aus Eisenbach im Deutschen Uhrenmuseum Furtwangen

In Eisenbach war traditionell die Uhrmacherei stark vertreten. Die Gemeinde liegt an der Deutschen Uhrenstraße. Im April 2019 fand zum 22. Mal die Internationale Antik-Uhrenbörse in Eisenbach statt.
Heute (2019) gibt es in Eisenbach ein Cluster aus neun großen Industrieunternehmen und zahlreichen kleineren Unternehmen, die (teils mehrschichtig) Zahnräder, Präzisionsdrehteile, Getriebe und Armaturen produzieren. 2012 gab es über 1500 Beschäftigte, davon 1100 Einpendler.
Der Beschäftigungsgrad im produzierenden Gewerbe ist für den stark touristisch geprägten Schwarzwald ungewöhnlich hoch.
Der Tourismus in der als Luftkurort anerkannten Gemeinde gilt als wirtschaftlich unbedeutend.
Eisenbach verfügt über einen Skihang mit Flutlicht und einem Schlepplift sowie einem Tellerlift.

## Sehenswürdigkeiten

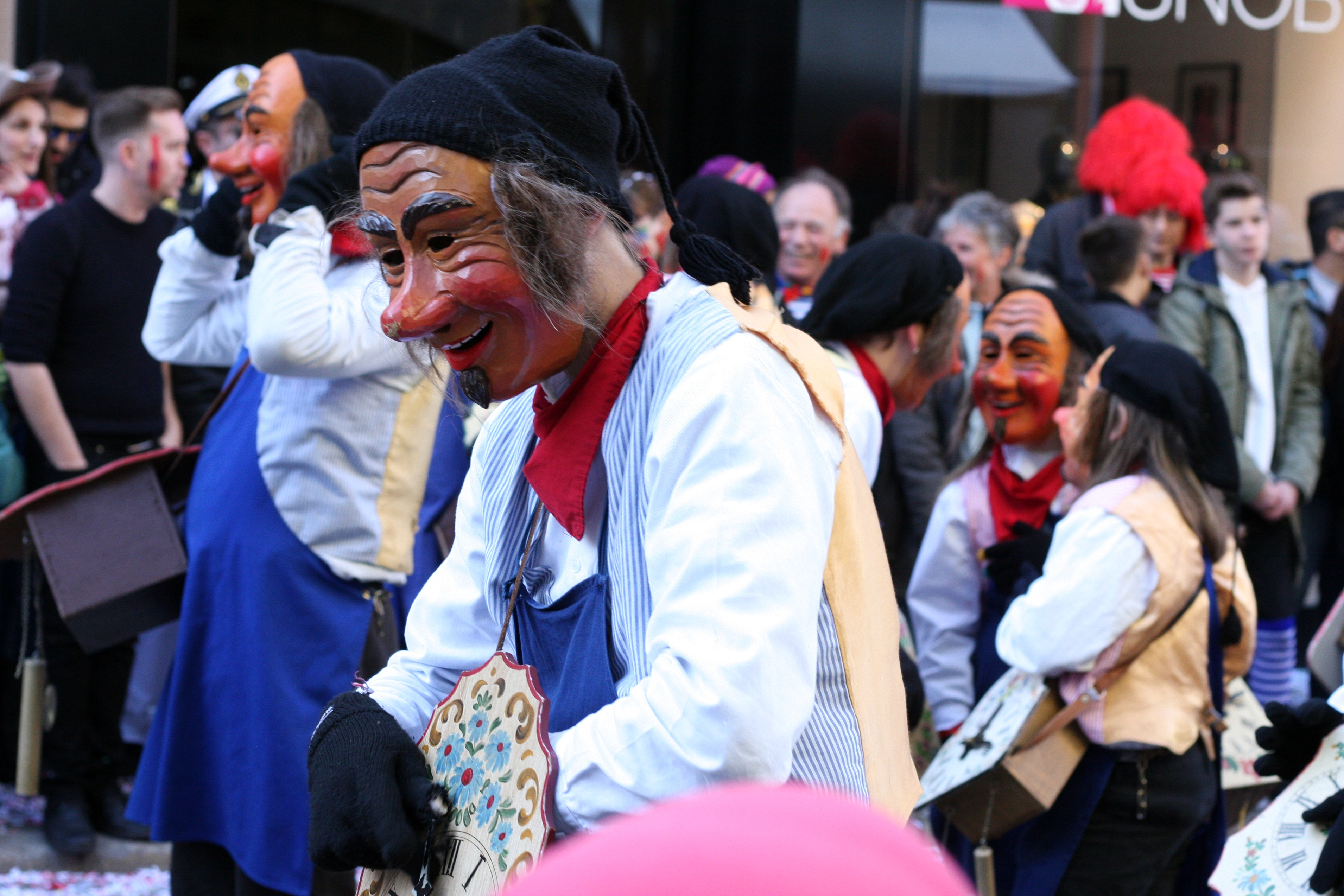
Uhrmacherzunft Oberbränd

- Heimatstube der Wolfwinkelhalle mit antiken Uhren und einer Mineralien- und Vogelsammlung[9]
- Weltzeituhr (1865) von Johann Baptist Beha im Hotel Bad

## Persönlichkeiten
- Dionys Ganter (1798–1862), Maler, in Bubenbach geboren, Bruder von Nikolaus Ganter
- Nikolaus Ganter (1809–1886), Gastwirt, Maler und Schwarzwälder Heimatdichter, in Bubenbach geboren, Bruder von Dionys Ganter
- Oskar Schwarz (1886–1981), Drechsler und Abgeordneter der Bremer Bürgerschaft (SPD), geboren in Bubenbach
- Johann Baptist Beha (1815–1898), Uhrmacher und Uhrenfabrikant, in Oberbränd geboren
- Franz Morat jun. (1911–1986), international erfolgreicher Unternehmer, in Eisenbach geboren, Ehrenbürger der Gemeinde seit 1975
- Ulrich Beer (1932–2011), Psychologe und Gründer der Eisenbacher Autorenstiftung[10], in Oberbränd verstorben